# Атлас (картография)
Вижте пояснителната страница за други значения на Атлас.
Атлас (от френски: Atlas, по собственото име от гръцки: Аτλας) се нарича сборник от географски, исторически, климатични, звездни и др. карти. Названието атлас произхожда от изображенито на титана от гръцката митология Атлас върху заглавния лист на сборника с европейски карти на фламандския географ и картограф Герардус Меркатор (1512 – 1594).
Обикновено атласът представалява илюстровано печатно издание във вид на книга. В края на всеки атлас има азбучен указател на всички термини, които се съдържат по картите в него. Ако атласът е по-голям азбучният указател е направен като отделна по-малка книжка или брошура.
Най-често атласите съдържат географски (физически и политически) и исторически карти, но обикновено са допълнени със звездни, тектонски, земетръсни, вулканични, геоморфоложки, температурни, валежни, климатични, и почвени карти. Също така с карти на часовите пояси на земята, карти на строежа на земната повърхност и земната вътрешност, карти на природните зони, карти на народите и расите, карти на речните оттоци, карти на сухоземния, въздушния и водния транспорт.
Най-старият запазен атлас от ръкописни карти е на Клавдий Птолемей изработен през 2 век.